# Serie A 1963-1964 (pallacanestro femminile)
Il campionato di pallacanestro femminile 1963-1964 è stato il trentatreesimo organizzato in Italia.
La Serie A perde una partecipante: si passa da undici a dieci squadre che si affrontano in partite di andata e ritorno. La prima classificata vince lo scudetto, le ultime due retrocedono in Serie B.
La Fiat Torino vince il terzo titolo consecutivo, classificandosi davanti a Firte Pavia e Standa Milano.

## Classifica
|  |     | Classifica finale 1963-1964 | Pt | G  | V  | P  | PtF  | PtS  |
|  | --- | --------------------------- | -- | -- | -- | -- | ---- | ---- |
|  | 1.  | Fiat Torino                 | 35 | 18 | 17 | 1  | 862  | 704  |
|  | 2.  | Onda Pavia                  | 34 | 18 | 16 | 2  | 1091 | 723  |
|  | 3.  | Standa Milano               | 32 | 18 | 14 | 4  | 1120 | 846  |
|  | 4.  | Portorico Vicenza           | 28 | 18 | 10 | 8  | 981  | 960  |
|  | 5.  | Fontana Bologna             | 26 | 18 | 8  | 10 | 829  | 812  |
|  | 6.  | Ginnastica Triestina        | 26 | 18 | 8  | 10 | 837  | 868  |
|  | 7.  | Omsa Faenza                 | 26 | 18 | 8  | 10 | 859  | 1015 |
|  | 8.  | Pejo Brescia                | 23 | 18 | 5  | 13 | 807  | 907  |
|  | 9.  | Pallacanestro Napoli        | 20 | 18 | 2  | 16 | 739  | 1049 |
|  | 10. | L'Oreal Torino              | 20 | 18 | 2  | 16 | 623  | 982  |

## Verdetti
- Campione d'Italia:  Fiat Torino
- Formazione: Teresina Cirio, Costa, Marianna Del Mestre, Di Rienzo, Frola, Silvana Grisotto, Fiorenza Lavia, Lonzar, Franca Ronchetti, Loredana Vincenzi.
- Retrocessioni in Serie B: Pallacanestro Napoli (poi ripescata) e Autonomi L'Oreal Torino.
- Firte Pavia e Fontana Bologna rinunciano all'iscrizione[1].